# وليم غاي كار
وليام غاي كار (2 يونيو 1895 - 2 أكتوبر 1959) ولد في فورمبي (لانكشاير، إنجلترا)، تلقى تعليمه في اسكتلندا.

## نبذة شخصية
هو باحث كندي وأستاذ جامعي اختص بالعلوم (التوراتية) وبالآثار القديمة. وقد قضى فترة بفلسطين ودرس بالجامعة (العبرية) في القدس. وزار مختلف مناطق الشرق الأوسط. كان قد شغل مناصب مهمة قبل وفاته الغامضة، فقد عمل في سلاح الغواصات البريطاني والمخابرات الملكية، ووزاة الإعلام، المكتب الصهيوني مما سمح له بالإطلاع على خفايا الأسرار وأحداثها، وهو يجيد اللغة العربية واللغة العبرية، وقام إثر عودته إلى أمريكا بتأليف كتابه (سرقة أمة) في عام 1952 وعرض المؤلف القضية الفلسطينية من مختلف جوانبها وأثبت (بطلان الحق التاريخي لدى اليهود) وبشكل علمي موثق وببراعة نرى من خلالها الصدق والتعلق بالحق والعدالة.
ولعل أهم ما تعرض له المؤلف إقدامه على تحليل محتويات الكتاب المقدس ومعالجة قضية (النبوءات الثوراتية والوعود والمواثيق التي قطعها الرب لبني إسرائيل). وهنا ظهرت قدرات المؤلف العلمية في مجال اختصاصه الأساسي. وأهمية هذا الكتاب للقراء العرب أنه يزودهم بمزيد من المعرفة والإيمان بعدالة قضيتهم (قضية فلسطين).

## وليام، وكشف المستور

### الحروب العالمية الثلاثة
كانت واحدا من مساهماته الأكثر نفعا في العصر الحديث بحثه حول خطة تنفذ في الخفاء لثلاث حروب عالمية. و يقول وليام أن الحرب العالمية الأولى كانت تدور رحاها من أجل تمكين النورانيين للإطاحة بصلاحيات القياصرة في روسيا وتحويل ذلك البلد إلى معقل للشيوعية. واستخدمت الخلافات التي طفت على السطح من قبل وكلاء من المتنورين بين الإمبراطوريتين البريطانية والألمانية لتأجيج هذه الحرب. بعد انتهاء الحرب، وقد بنيت الشيوعية حتى واستخدامها ل تدمير الحكومات الأخرى وإضعاف الأديان. بعد ذلك، غُذيت الحرب العالمية الثانية، وذلك باستخدام الاختلافات بين الفاشية والصهيونية. استمرت هذه الحرب حتى تدمرت النازية وزادت قوة الصهيونية السياسية. بينما تكون الحرب العالمية الثالثة أكبر كارثة إجتماعية (والتي ستكون نهائية و منفذة بإحكام) في تاريخ البشرية ليمكّن النورانيون المسيح الدجال آنذاك بالظهور.

### المؤامرة العالمية
عندما بدأت الحرب العالمية الأولى، كان وليـام  قد انضـم إلى البحرية الأمريكية آنذاك.. وفي الوقت الذي كان فيه يتدرج على سلم المراتب، كان يواصل دراسته العميقة لخطوات المؤامرة الشيطانية العالمية. قبيل وفاته الغامضة أصدر ثلاثة كتب:
" أحجار على رقعة الشطرنج "
"الشيطان أمير هذا العالـم"
" ضباب أحمر يعلو أمريكا "
و التي اعتبرها كثير من المفكرون أنها صوت النذير لعقلاء العالـم لكي يتحدوا في مسيرة الخير لدحر قوى الشر الشيطانية. ففي كتابه: أحجار على رقعة الشطرنج يقول ويليام بالتفصيل مؤامرة إبليس اللعين و الذي تحدى كلمة الله بعدم سجوده لآدم عليه السلام و التي بدأت من جنات عدن و حتى عالمنا الأرضي و يوضح بأن صراعنا الأبدي ليس مع مخلوقات من لحم ودم فقط (شياطين الإنس) بل مع القوى الروحية و الفكرية أيضا (شياطين الجن) و التي تعمل في الظلام وتسيطر على على عقول معظم الذين يشغلون المراكز المهمة والحساسة في العالم من خلال معتقد شيطاني فاسد ينص على: أن الحق هو القوة، و أن للأفراد الذين يتمتعون بذكاء و تفوق عقلي الحق في حكم كافة المخلوقات الأخرى لأن الجماهير تجهل ما هو صالح لها!، وهذا هو عين ما ندعوه في اصطلاحاتنا المعاصرة بالطغيان أو الحكم المطلق.

## من مؤلفاته
- صنع عالم واحد: الأمم المتحدة.
- أحجار على رقعة الشطرنج.
- الشيطان، أمير هذا العالم.
- ضباب أحمر يعلو أمريكا.
- المؤامرة لتدمير جميع الحكومات القائمة والأديان.